# Luciekanal
Der Luciekanal ist ein künstlich angelegtes, ganzjährig wasserführendes Fließgewässer im Landkreis Lüchow-Dannenberg in Niedersachsen.

## Verlauf
Der Luciekanal hat heute seinen Ursprung in Sachsen-Anhalt als Laufgraben in einem Sumpfgebiet der südlichen Gartower Tannen, das er entwässert. Unmittelbar östlich des Quellgebiets liegt das Naturschutzgebiet Harper Moor, südlich liegt der Arendsee. Der Laufgraben führt über fünf Kilometer in zunächst westlicher Richtung auf die Landesgrenze nach Niedersachsen hin. Ab dort heißt er Luciekanal. An der Landesgrenze tritt er in das Naturschutzgebiet Planken und Schletauer Post ein, ein sumpfiges Bruchwaldgebiet, das zum Naturpark Wendland.Elbe gehört. Nach etwa vier Kilometern verlässt das Gewässer in stets westlichem Lauf das Waldgebiet, zwischen den etwa gleich weit entfernten Ortschaften Schletau und Lomitz hindurch.
Auf den folgenden 14 km seines nun nordwestlichen Laufs fließt der Luciekanal naturfern und fast schnurgerade durch landwirtschaftliche Nutzflächen, wobei ihn zahlreiche Land- und Drainagegräben speisen. Bei Thurau passiert er nördlich eine weithin sichtbare Landmarke, den ehemaligen Aufklärungsturm des Fernmeldesektors B aus der Zeit des Kalten Krieges. Südwestlich von Klein Breese überquert ihn die Bundesstraße 493, dann passiert er die wenig linksseits stehende ehemalige Übersee-Funkempfangsstelle Lüchow und nimmt anschließend von links über ein Schöpfwerk den Königshorster Kanal auf.
Dort verschwenkt die Fließrichtung zwischen Tarmitz und Künsche hindurch nach nordwärts und weiter fließt der Kanal dann durch offene Kulturlandschaften auf das namensstiftende Waldgebiet Die Lucie zu. Am Südrand des Waldgebietes mündet der Luciekanal nördlich von Seerau von rechts in die Jeetzel.

## Geschichte
Der Luciekanal wurde bereits im 18. Jahrhundert angelegt. Nach dem zur Verfügung stehenden Kartenmaterial von 1906 liegt der höchste Punkt der damals mit dem Luciekanal verbundenen Kanäle im Verlaufe des Laufgrabens nördlich von Ziemendorf im heutigen Sachsen-Anhalt in der Lage Ziemendorfer Heide in einer Höhe von 28 m. Auf seinem 32 km langen Weg zur Jeetzel nimmt er zahlreiche Zuflüsse aus Entwässerungsgräben auf. Bis zum Ende der 1950er-Jahre mündete der Luciekanal bei Groß Heide und Soven in die Jeetzel. Da die Jeetzel regelmäßig vom Hochwasser der Elbe beeinflusst war, wurde sie ab Mitte der 1950er-Jahre in ein neues Bett geleitet und eingedeicht, um die mit dem Rückstau verbundenen Überschwemmungen zu unterbinden. Seitdem nutzt die Jeetzel ab Seerau das Bett des Luciekanals. An der ehemaligen Mündung bei Soven kreuzt nun die Alte Jeetzel die Jeetzel in einem 1965 angelegten Düker. Der Luciekanal wurde in der Zeit um 1962 auf den letzten sechs km bis zur Mündung in die „neue“ Jeetzel eingedeicht. Diese Dämme wurden nach 2009 wegen ihrer Wichtigkeit verstärkt und mit betonierten Deichverteidigungswegen versehen.

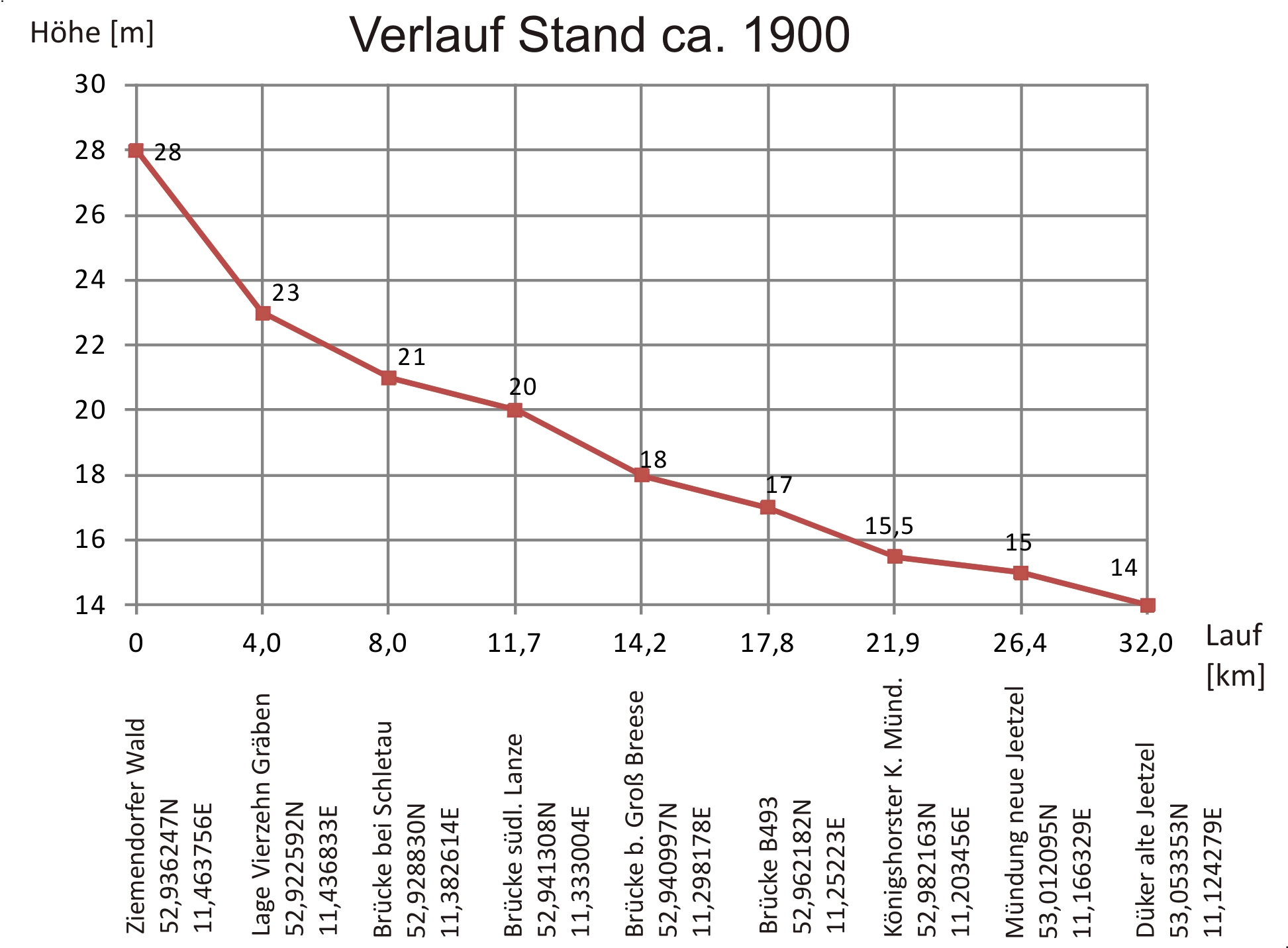
Das Höhenprofil des Luciekanals um 1900 mit Wegepunkten und Höhenangaben
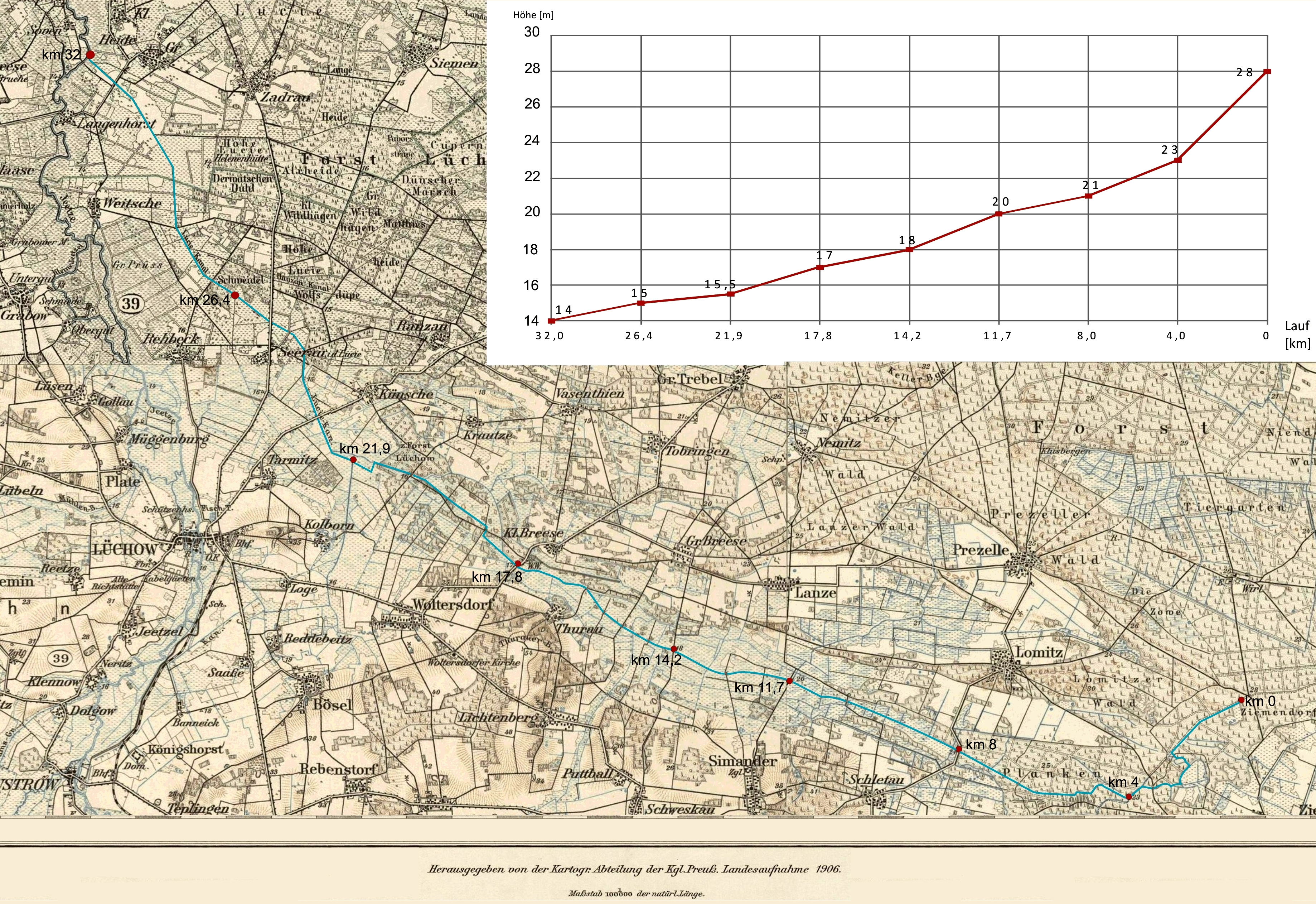
Der Verlauf des Luciekanals auf Karten um 1900 mit den Wegepunkten
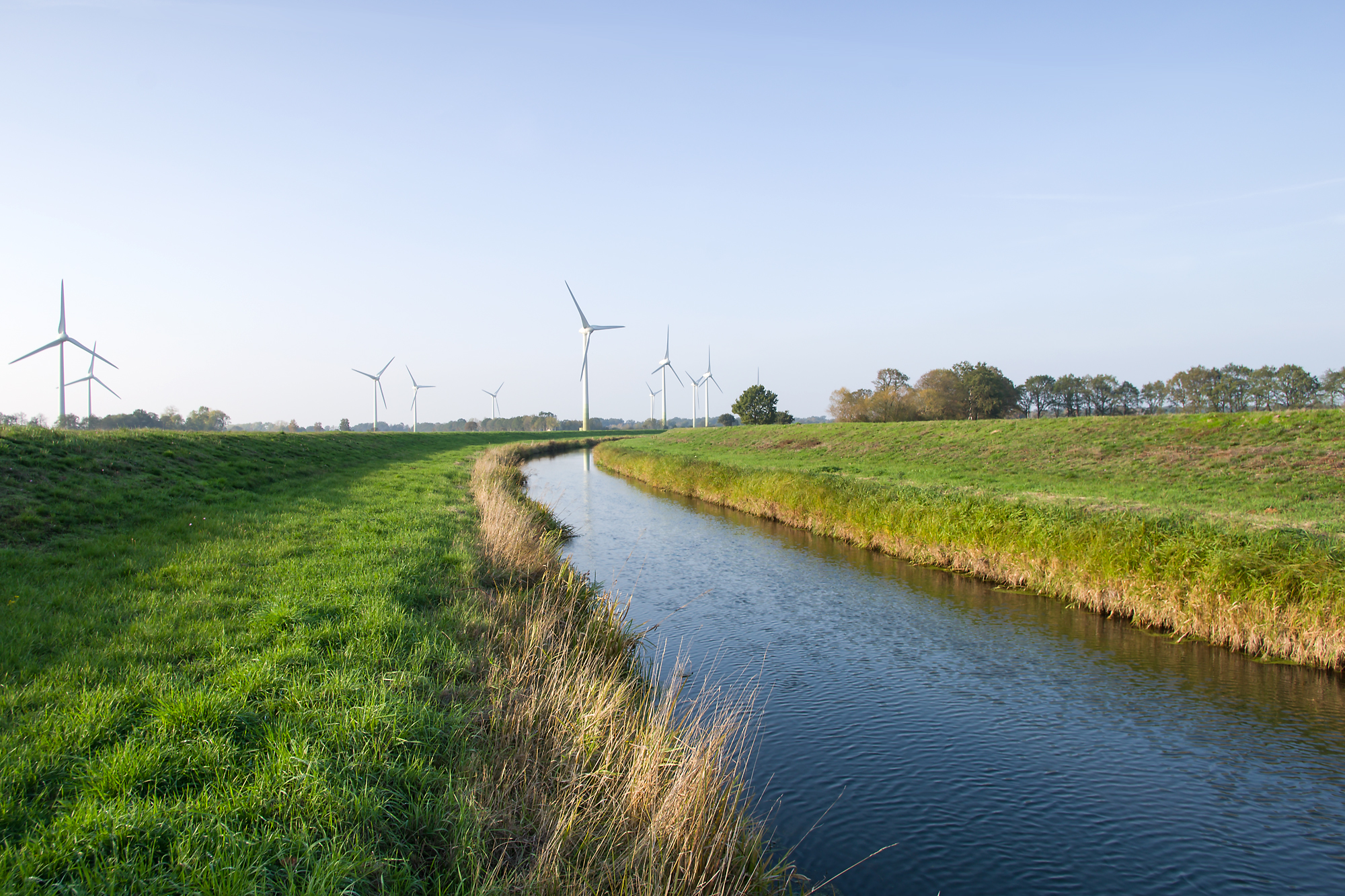
Luciekanal bei Tarmitz

## Zweck und Hydrogeologie
Der Luciekanal ist mit Kleinfahrzeugen, die weniger als 50 cm Tiefgang haben, abschnittsweise schiffbar, bei größeren Abladetiefen nur saisonal.:26 Der wirtschaftliche Zweck des Luciekanales ist jedoch vorrangig die Oberflächen-Entwässerung von ca. 180 km² landwirtschaftlicher Nutzflächen, die ohne ihn nur dem Torfstich oder der Waldwirtschaft hätten dienen können. Die hydrogeologische Struktur ist geprägt durch die Grundwasserabflüsse zum Elbtal abwärts, die jedoch teils auch in Salzstöcken versinken.:12

## Flora und Fauna
Der ökologische Zustand des Luciekanales gilt im Oberlauf als unbefriedigend. Der Oberlauf bis zur Straße Lomitz-Schletau (km 8 der Karte) fällt im Sommer regelmäßig trocken.:S. 28 Zwar gehört der Luciekanal mit seinen 46 Sippen zu den artenreichsten Gewässern der Jeetzelzuflüsse, aber die ufernahen Standorte werden von verschiedenen Kleinlaichkräutern dominiert. Das Wasser in dem beidseitig bedeichten Profil ist klar und es liegt nur eine schwache Schlammschicht auf einer Sandsohle vor, die Makrophyten einen geeigneten Lebensraum bieten könnte. Flussabwärts verbessern sich die Florenzustände zusehends, erreichen aber nicht die Wuchsdiversität eines freifließenden Gewässers. Die Fischbestände entsprechen denen der unteren Elbe und sind abschnittsweise angelbar. Der Biber ist mangels Ufergehölzen nicht heimisch geworden. Gelegentlich machen manche Zug- und Brutvögel Station am Gewässer.
Trotz seiner nur eingeschränkten Bedeutung im Biotopverbund wurde er 2004 mit in das Natura-2000-FFH-Gebiet Gewässersystem der Jeetzel mit Quellwäldern einbezogen.:50/51